# 阿里普萊里海峽

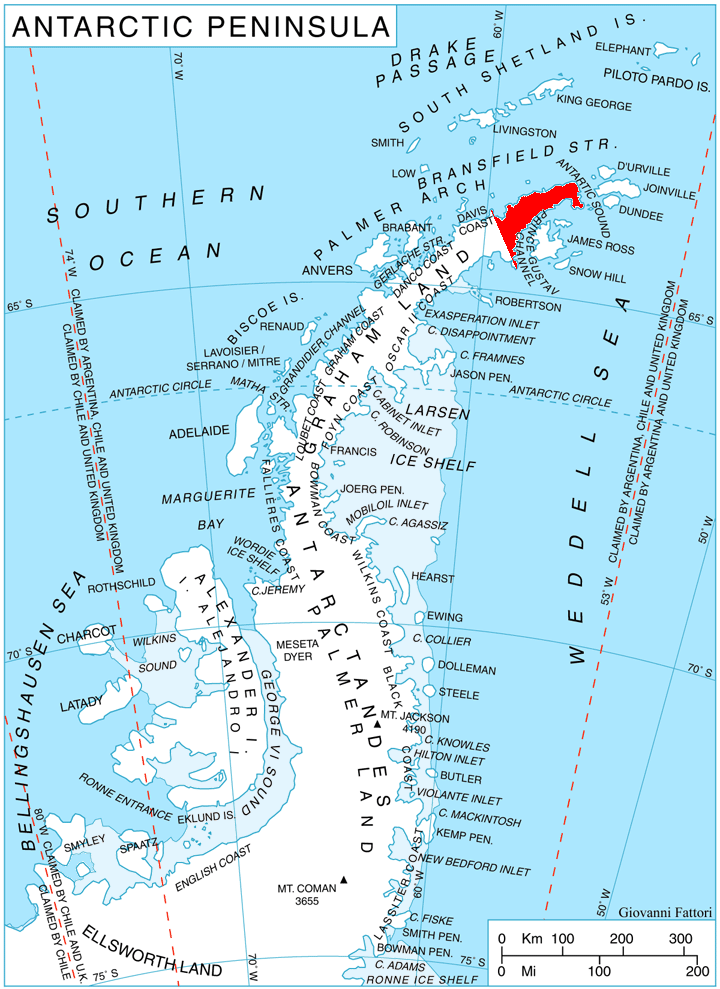

63°38′10″S 57°35′30″W / 63.63611°S 57.59167°W
阿里普萊里海峽（英語：Aripleri Passage），是南極洲的海峽，位於葛拉漢地的特里尼蒂半島南岸，處於鷹島和亞特魯斯岬之間，現時由南極條約體系管理。